# Монастырь в Ильбенштадте
Монастырь в Ильбенштадте — бывший монастырь премонстрантов в Ниддатале-Ильбенштадте, район Веттерау, земля Гессен, в епархии Майнц.

## История
В 1122 году св. Готфрид, граф фон Каппенберг и его брат бл. Отто, граф фон Каппенберг даровали своё имение после встречи со св. Норбертом Ксантенским как возмещение за уничтожение собора в Мюнстере ордену премонстрантов, а сами согласились вступить в орден.
К имению Каппенбергов относился также Ильбенштадт. Уже в 1122 году было начато строительство базилики и монастыря. В 1127 году умер св. Готфрид в Ильбенштадте и похоронен в приходской церкви. В 1149 году его прах был перенесен в базилику.
Первые каноники прибыли из Премонтре.
В жесткой борьбе монастырь с помощью майнцев сумел сохранить свою независимость в отношении бургграфства Фридберг. Так продолжал оставаться он и после Реформации католическим островом в Веттерау и оказывал влияние долгие годы через практическую душепопечительскую работу на весь Веттерау.